# David Magee
Pour les articles homonymes, voir Magee.
David Magee (né en 1962 à Flint, au Michigan) est un scénariste américain.  
Il est principalement connu pour avoir écrit les films Neverland de Marc Forster et Le Retour de Mary Poppins de Rob Marshall. Par ailleurs il a été deux fois nommé aux Oscars.

## Filmographie
- 2004 : Neverland (Finding Neverland) de Marc Forster
- 2008 : Miss Pettigrew
- 2012 : L'Odyssée de Pi
- 2018 : Le Retour de Mary Poppins (Mary Poppins Returns) de Rob Marshall
- 2022 : L'École du Bien et du Mal (The School for Good and Evil) de Paul Feig
- 2022 : A Man Called Otto de Marc Forster
- 2023 : La Petite Sirène (The Little Mermaid) de Rob Marshall (coscénariste avec Jane Goldman)
- 2024 : La Légende du tigre (The Tiger's Revenge)) de Raman Hui, Yong Duk Jhun et Paul Watling (coscénariste avec Christopher L. Yost)

## Distinctions

### Récompense
- Satellite Awards : Satellite Award du meilleur scénario adapté 2012 (L'Odyssée de Pi)

### Nominations
- Oscars du cinéma :
  - Oscar du meilleur scénario adapté 2005 (Neverland)
  - Oscar du meilleur scénario adapté 2013 (L'Odyssée de Pi)
- Golden Globes :
  - Golden Globe du meilleur scénario 2005 (Neverland)
- BAFTA :
  - British Academy Film Award du meilleur scénario adapté 2005 (Neverland)
  - British Academy Film Award du meilleur scénario adapté 2013 (L'Odyssée de Pi)
- Saturn Awards :
  - Saturn Award du meilleur scénario 2013 (L'Odyssée de Pi)
- Critics' Choice Movie Awards :
  - Critics' Choice Movie Award du meilleur scénario adapté 2005 (Neverland)
  - Critics' Choice Movie Award du meilleur scénario adapté 2013 (L'Odyssée de Pi)
- Humanitas Prize :
  - Meilleur scénario de film 2005 (Neverland)
- London Film Critics Circle :
  - Scénariste de l'année 2004 (Neverland)
- San Diego Film Critics Society :
  - Meilleur scénario adapté 2013 (L'Odyssée de Pi)
- Washington D.C. Area Film Critics Association :
  - Meilleur scénario adapté 2012 (L'Odyssée de Pi)
- Writers Guild of America Awards :
  - Meilleur scénario adapté 2013 (L'Odyssée de Pi)